# Trượt tuyết tự do tại Thế vận hội Mùa đông 2018
Trượt tuyết tự do tại Thế vận hội Mùa đông 2018 diễn ra tại Bokwang Phoenix Park ở Pyeongchang, Hàn Quốc. Môn diễn ra từ 9 tới 23 tháng 2 năm 2018 với 10 nội dung.

## Vòng loại
Có tổng cộng 282 suất cho các vận động viên tranh tài tại đại hội. Một quốc gia được phép gửi tối đa 30 vận động viên, tối đa 16 nam và tối đa 16 nữ. Mỗi nội dung có số suất riêng.

## Lịch thi đấu
Dưới đây là lịch thi đấu.
Lịch chung kết được in đậm.
Giờ thi đấu là UTC+9.
| Ngày       | Giờ   | Nội dung                |
| ---------- | ----- | ----------------------- |
| 9 tháng 2  | 10:00 | Mấp mô nữ               |
| 9 tháng 2  | 11:45 | Mấp mô nam              |
| 11 tháng 2 | 19:30 | Mấp mô nữ               |
| 12 tháng 2 | 19:30 | Mấp mô nam              |
| 15 tháng 2 | 20:00 | Không trung nữ          |
| 16 tháng 2 | 20:00 | Không trung nữ          |
| 17 tháng 2 | 10:00 | Dốc chướng ngại vật nữ  |
| 17 tháng 2 | 20:00 | Không trung nam         |
| 18 tháng 2 | 10:00 | Dốc chướng ngại vật nam |
| 18 tháng 2 | 20:00 | Không trung nam         |
| 19 tháng 2 | 10:00 | Lòng máng nữ            |
| 20 tháng 2 | 10:30 | Lòng máng nữ            |
| 20 tháng 2 | 13:15 | Lòng máng nam           |
| 21 tháng 2 | 11:30 | Địa hình tốc độ nam     |
| 22 tháng 2 | 10:00 | Địa hình tốc độ nữ      |
| 22 tháng 2 | 11:30 | Lòng máng nam           |
| 23 tháng 2 | 10:00 | Địa hình tốc độ nữ      |

## Huy chương

### Bảng tổng sắp
| Hạng                | Đoàn                               | Vàng | Bạc | Đồng | Tổng số |
| ------------------- | ---------------------------------- | ---- | --- | ---- | ------- |
| 1                   | Canada (CAN)                       | 4    | 2   | 1    | 7       |
| 2                   | Hoa Kỳ (USA)                       | 1    | 2   | 1    | 4       |
| 2                   | Thụy Sĩ (SUI)                      | 1    | 2   | 1    | 4       |
| 4                   | Pháp (FRA)                         | 1    | 1   | 0    | 2       |
| 5                   | Belarus (BLR)                      | 1    | 0   | 0    | 1       |
| 5                   | Na Uy (NOR)                        | 1    | 0   | 0    | 1       |
| 5                   | Ukraina (UKR)                      | 1    | 0   | 0    | 1       |
| 8                   | Trung Quốc (CHN)                   | 0    | 2   | 1    | 3       |
| 9                   | Úc (AUS)                           | 0    | 1   | 0    | 1       |
| 10                  | Vận động viên Olympic từ Nga (OAR) | 0    | 0   | 2    | 2       |
| 11                  | Anh Quốc (GBR)                     | 0    | 0   | 1    | 1       |
| 11                  | Kazakhstan (KAZ)                   | 0    | 0   | 1    | 1       |
| 11                  | New Zealand (NZL)                  | 0    | 0   | 1    | 1       |
| 11                  | Nhật Bản (JPN)                     | 0    | 0   | 1    | 1       |
| Tổng số (14 đơn vị) | Tổng số (14 đơn vị)                | 10   | 10  | 10   | 30      |

### Nội dung của nam

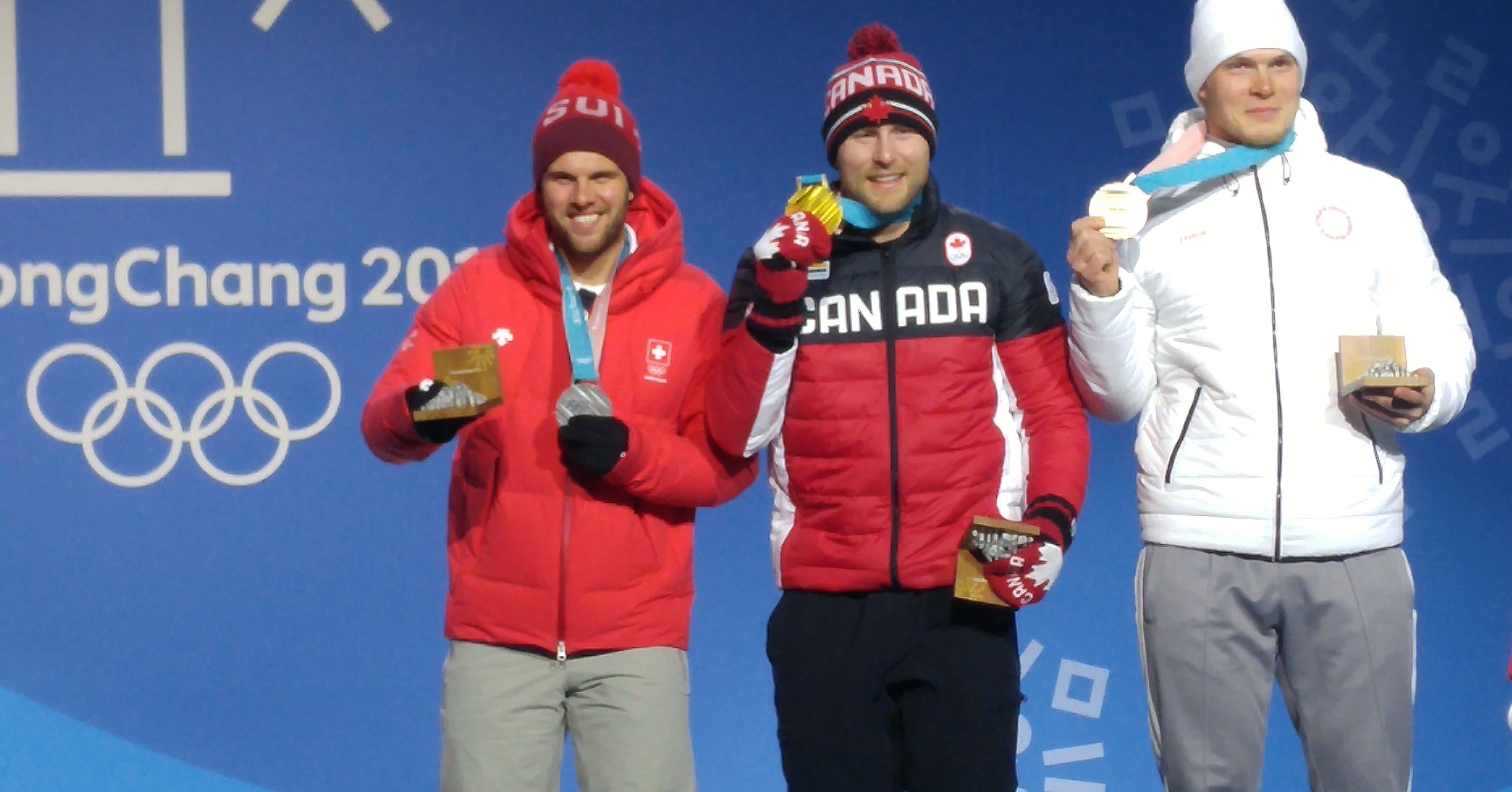
Bục nhận huy chương của ski cross

| Nội dung            | Vàng                          | Vàng                 | Bạc                          | Bạc                          | Đồng                                         | Đồng                                         |
| ------------------- | ----------------------------- | -------------------- | ---------------------------- | ---------------------------- | -------------------------------------------- | -------------------------------------------- |
| Không trung         | Oleksandr Abramenko · Ukraina | 128.51               | Jia Zongyang · Trung Quốc    | 128.05                       | Ilya Burov · Vận động viên Olympic từ Nga    | 122.17                                       |
| Lòng máng           | David Wise · Hoa Kỳ           | 97.20                | Alex Ferreira · Hoa Kỳ       | 96.40                        | Nico Porteous · New Zealand                  | 94.80                                        |
| Mấp mô              | Mikaël Kingsbury · Canada     | 86.63                | Matt Graham · Úc             | 82.57                        | Daichi Hara · Nhật Bản                       | 82.19                                        |
| Địa hình tốc độ     | Brady Leman · Canada          | Brady Leman · Canada | Marc Bischofberger · Thụy Sĩ | Marc Bischofberger · Thụy Sĩ | Sergey Ridzik · Vận động viên Olympic từ Nga | Sergey Ridzik · Vận động viên Olympic từ Nga |
| Dốc chướng ngại vật | Øystein Bråten · Na Uy        | 95.00                | Nick Goepper · Hoa Kỳ        | 93.60                        | Alex Beaulieu-Marchand · Canada              | 92.40                                        |

### Nội dung của nữ
| Nội dung            | Vàng                    | Vàng                  | Bạc                              | Bạc                      | Đồng                          | Đồng                  |
| ------------------- | ----------------------- | --------------------- | -------------------------------- | ------------------------ | ----------------------------- | --------------------- |
| Không trung         | Hanna Huskova · Belarus | 96.14                 | Zhang Xin · Trung Quốc           | 95.52                    | Kong Fanyu · Trung Quốc       | 70.14                 |
| Lòng máng           | Cassie Sharpe · Canada  | 95.80                 | Marie Martinod · Pháp            | 92.60                    | Brita Sigourney · Hoa Kỳ      | 91.60                 |
| Mấp mô              | Perrine Laffont · Pháp  | 78.65                 | Justine Dufour-Lapointe · Canada | 78.56                    | Yuliya Galysheva · Kazakhstan | 77.40                 |
| Địa hình tốc độ     | Kelsey Serwa · Canada   | Kelsey Serwa · Canada | Brittany Phelan · Canada         | Brittany Phelan · Canada | Fanny Smith · Thụy Sĩ         | Fanny Smith · Thụy Sĩ |
| Dốc chướng ngại vật | Sarah Höfflin · Thụy Sĩ | 91.20                 | Mathilde Gremaud · Thụy Sĩ       | 88.00                    | Isabel Atkin · Anh Quốc       | 84.60                 |

## Quốc gia tham dự
Tổng số 268 vận động viên từ 27 nước dự kiến tham gia (số vận động viên ở trong ngoặc).
- Úc (16)
- Áo (12)
- Belarus (6)
- Canada (30)
- Chile (2)
- Trung Quốc (15)
- Cộng hòa Séc (1)
- Đan Mạch (1)
- Phần Lan (3)
- Pháp (19)
- Đức (8)
- Anh Quốc (11)
- Hungary (1)
- Ireland (1)
- Ý (4)
- Nhật Bản (11)
- Kazakhstan (9)
- México (1)
- New Zealand (9)
- Na Uy (8)
- Vận động viên Olympic từ Nga (22)
- Slovenia (1)
- Hàn Quốc (9)
- Thụy Điển (14)
- Thụy Sĩ (22)
- Ukraina (3)
- Hoa Kỳ (29)